# Evaristo Pascoal Spengler
Evaristo Pascoal Spengler OFM (* 29. März 1959 in Gaspar, Santa Catarina, Brasilien) ist ein brasilianischer Ordensgeistlicher und römisch-katholischer Bischof von Roraima.

## Leben
Evaristo Pascoal Spengler trat der Ordensgemeinschaft der Franziskaner bei, legte am 2. August 1982 die Profess ab und wurde am 21. November desselben Jahres zum Diakon geweiht. Das Sakrament der Priesterweihe empfing er am 19. Mai 1984. Er studierte Philosophie und Katholische Theologie am Instituto Teológico Franciscano (ITF) in Petrópolis und erwarb ein Lizenziat in Bibelexegese in Jerusalem. Er war Pfarrvikar und Mitglied des städtischen Bibelteams in Duque de Caxias und in Nilópolis. Nach einer Tätigkeit als Konventualassistent im Konvent Santo Antônio in Rio de Janeiro war er Missionar und Pfarrvikar in Malanje in Angola. Nach seiner Rückkehr war er Provinzdefinitor und ab 2016 Vizeminister der Franziskanerprovinz Imaculada Conceição do Brasil mit Sitz in São Paulo.
Am 1. Juni 2016 ernannte ihn Papst Franziskus zum Prälaten der Territorialprälatur Marajó. Die Bischofsweihe spendete ihm Leonardo Ulrich Steiner OFM, Weihbischof in Brasília, am 6. August desselben Jahres. Mitkonsekratoren waren der Erzbischof von Belém do Pará, Alberto Taveira Corrêa, und der Altbischof von Duque de Caxias, Mauro Morelli. Die Amtseinführung in Marajó fand am 27. August 2016 statt. Innerhalb der brasilianischen Bischofskonferenz ist er Vorsitzender der pastoralen Sonderkommission gegen Menschenhandel und Mitglied der bischöflichen Sonderkommission für das Amazonasbecken. Darüber hinaus ist er Präsident der Rede Eclesial Pan-Amazônica (REPAM-Brasil).
Am 25. Januar 2023 ernannte ihn Papst Franziskus zum Bischof von Roraima. Die Amtseinführung fand am 25. März desselben Jahres statt.